# Otto Bumbel
Pedro Otto Bumbel (Taquara, Brasil, 6 de juliol de 1914 - Porto Alegre, Brasil, cap al 2 d'agost de 1998), va ser un jugador i entrenador de futbol brasiler nacionalitzat espanyol que va ser considerat un dels millors entrenadors del segle xx. Va entrenar a un bon nombre d'equips tant al seu país natal com en Costa Rica, Portugal o especialment a Espanya.
El 1951 va abandonar Brasil, on compaginava el seu treball com a entrenador amb la seva condició de militar de carrera, per ser entrenador en Costa Rica, la qual cosa li va valer una condemna com a desertor i no poder retornar a la seva pàtria durant deu anys per evitar la presó.
Després d'una llarga carrera a l'estranger, va retornar al Brasil, on va treballar com a columnista per a alguns periòdics europeus. Allí, el 5 d'agost de 1998 va ser trobat mort al seu domicili, on havia mort almenys tres dies abans.

## Trajectòria
Com a jugador, Otto Bumbel va iniciar la seva carrera en un modest equip brasiler anomenat Floriana, passant després al Flamengo i posteriorment al Corinthians. No obstant això, la seva faceta més extensa i coneguda és la que va desenvolupar com a entrenador.
Al llarg de més de tres dècades, va dirigir als següents equips: 
| Club                   | País                   | Any         |
| ---------------------- | ---------------------- | ----------- |
| Gremi de Porto Alegre  | Brasil                 | 1946 - 1950 |
| Esportiu Saprissa      | Costa Rica             | 1952 - 1953 |
| Selecció de Costa Rica | Selecció de Costa Rica | 1953        |
| Porto                  | Portugal               | 1957 - 1958 |
| València Cf            | Espanya                | 1959 - 1960 |
| Racing de Santander    | Espanya                | 1960 - 1962 |
| Lusitano GC            | Portugal               | 1962        |
| Elx Cf                 | Espanya                | 1962 - 1963 |
| Sevilla FC             | Espanya                | 1963 - 1964 |
| Atlètic de Madrid      | Espanya                | 1964 - 1965 |
| Elx Cf                 | Espanya                | 1965 - 1967 |
| CD Màlaga              | Espanya                | 1967 - 1969 |
| Elx Cf                 | Espanya                | 1970        |
| RCD Mallorca           | Espanya                | 1971 - 1972 |
| CE Sabadell            | Espanya                | 1973 - 1974 |
| CD Màlaga              | Espanya                | 1977 - 1978 |
| Racing de Ferrol       | Espanya                | 1979        |

Després del seu pas per Costa Rica, Otto Bumbel va estar a Hondures. Pel que sembla, també hauria estat Seleccionador Nacional de Guatemala i Hondures.